# Iglesia de San Quirce (Segovia)
La iglesia de San Quirce es un edificio de estilo románico del siglo XII, ubicado en la ciudad española de Segovia, en la calle de Capuchinos Alta. Abandonado su culto y convertida en pajar y almacén, fue adquirida en 1927 para instalar en ella la sede de la Universidad Popular Segoviana y sus talleres y, al tiempo, salvar el valioso edificio de su más que probable desaparición. El proyecto de restauración lo dirigió el arquitecto Francisco Javier Cabello Dodero.

## Historia
Emplazada en la parte alta de la ciudad de Segovia y no muy lejos de la parroquia de la Trinidad y las de San Miguel y San Nicolás, Cabello Dodero especulaba con la posibilidad de que se tratase, en su origen, de un templo más antiguo que el de la Santísima Trinidad, al ser el de San Quirce un santuario más pequeño y modesto. 
Desaparecida como templo de culto en 1847, pasó por diversos propietarios y usos. En 1884, José María Quadrado escribió de su capilla mayor: "...hoy profanamente convertida en pajar...", y en 1912, Carlos de Lecea, la describió así: "...no siendo hoy más que un mísero almacén de paja a cargo de las Factorías Militares de esta plaza...". En 1927 fue recuperada del abandono, aunque no su culto, por un grupo de intelectuales, profesores y artistas, en su mayor parte segovianos o residentes en la ciudad, para albergar los talleres de la Universidad Popular Segoviana. Desde el tercer cuarto del siglo XX es sede de la Real Academia de Historia y Arte de San Quirce, como centro de estudios locales de Segovia integrado en el Instituto de España desde 1996.

## Descripción

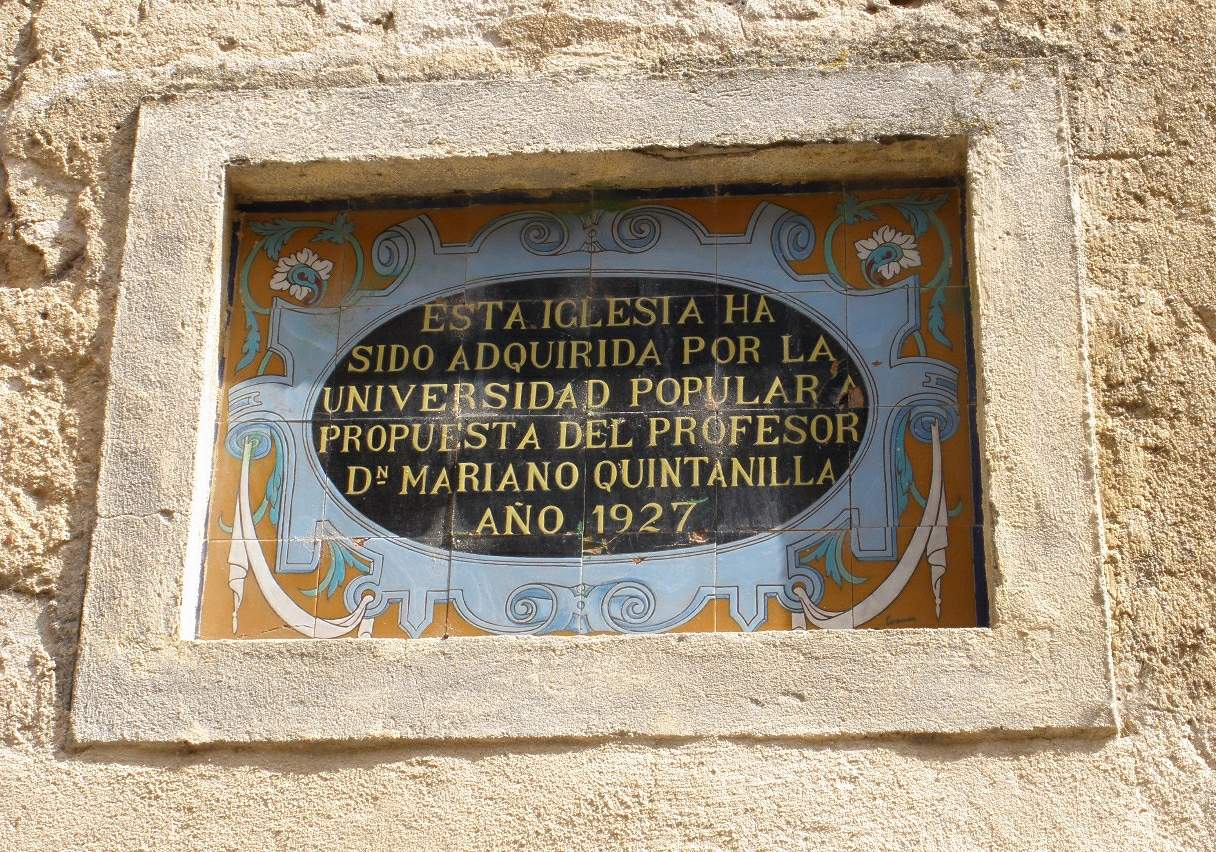
Placa de azulejos recordando la recuperación y restauración a cargo de la Universidad Popular.

Siguiendo el plano y el estudio de Cabello Dodero, que la restauró, publicado en "Universidad y Tierra" (año 1, núm. 4, octubre-diciembre, 1934), se percibe con claridad la analogía de su planta con la de San Nicolás. La originalidad la define la posición de la torre, junto al cuerpo rectangular del ábside y el hecho de que bajo dicha torre hubiera una capilla con su propio ábside y su propia portada al exterior y sin comunicación con la iglesia. De todo lo cual, el arquitecto deduce que se trata de dos edificios, parejos en época y estilo, más antiguo el de la iglesia, a la que luego se añadió la torre con su capilla independiente.
Así, la primitiva iglesia de San Quirce, con su única portada abierta en el lado del Mediodía y el ábside mirando al Este, se vio acompañada, años después, por la alta torre (luego truncada) sobre una capilla de planta cuadrada y ábside semicircular, con portada en el muro de Poniente y ventana en dicho ábside. En época aún antigua, la capilla fue dividida en tres habitaciones superpuestas, cada una de ellas con una ventana al Sur, con banquetas en el espesor del muro. En uno de los muros de esta capilla quedan restos de la lápida funeraria del siglo XIII, para el enterramiento de la esposa de un tal Martínez.
Ya en época moderna se edificó una pequeña casa en el ángulo entre la torre y la puerta de la iglesia que ocultó así el primitivo pórtico del templo. La reconstrucción del conjunto (1927), en contra del deseo de Cabello Dodero y la junta de la Universidad Popular (que adquirió el edificio), respetó ese pequeño añadido y lo reparó, instalando allí las dependencias administrativas de la institución docente. Luego, en 1933, se habilitó el cuerpo adosado al muro Norte para despachos y la Biblioteca Pública (dependiente de la Biblioteca Nacional de Madrid).

### El Quirici de San Quirce
Ildefonso Rodríguez, en un estudio publicado en El Adelantado de Segovia, de fecha 6 de diciembre de 1927, y tras repasar la existencia de diferentes Quirces a lo largo y ancho de la península ibérica, relata que el templo de San Quirce de Segovia ya es mencionado en relación con un Diego Enríquez del Castillo, con casa en la parroquia de San Quirce y enterrado en su iglesia. 
En cuanto al santo, se conocen tres Quiriacos (Ciriacos), cuatro Quiricos y un Quirici, que murió por llorar durante el martirio de su madre, asesinado con brutalidad por el propio juez que vigilaba el cumplimiento de la sentencia de martirio. Ocurrió en Tarso de Cilicia en el año 303.